# Теорија локалног потопа
Теорија локалног потопа (енгл. Local flood theory) представља тумачење старозаветне приче о Потопу. Нојев потоп је, по овом тумачењу, био локални догађај смештен углавном у Месопотамији, а не глобални догађај.

## Позадина и историја

### 19. век
Тумачење Нојевог потопа као локалне поплаве прихватио је велики број хришћана након научних открића 19. века. Ово гледиште бранио је шкотски геолог Чарлс Лајел у својој књизи Принципи геологије, у којој је закључио да је потоп из Постања морао бити регионална ствар, а не глобални потоп.

### Креационистички погледи
Организације креациониста младе Земље, попут Одговора у Постању и Института за креационо истраживање, критиковале су теорију локалног потопа као погрешну егзегезу; они сматрају да је Потоп захватио читаву Земљу.
Неки креационисти старе Земље одбацују псеудонаучну геологију потопа, што их оставља подложним оптужбама да при томе одбацују непогрешивост Библије. Као одговор, ови креационисти наводе стихове из Библије у којима речи „читаво“ и „све“ очигледно захтевају тумачење у контексту. На пример, креациониста старе Земље Хју Рос бранио је теорију локалног потопа. Он промовише свој став у књизи Пловидба Постањем.

## Геолошка евиденција
Постоје геолошки докази да се велика локална поплава догодила у древној Месопотамији; уз то, ванбиблијски списи из древне Месопотамије, попут Атрахазиса и Епа о Гилгамешу, такође садрже катастрофалне поплаве и подупиру тврдњу да је такав потоп могао бити догађај који је инспирисао ове приче.